# Secenans
Secenans é uma comuna francesa na região administrativa de Borgonha-Franco-Condado, no departamento de Alto Sona. Estende-se por uma área de 2,88 km². Em 2010 a comuna tinha 181 habitantes (densidade: 62,8 hab./km²).